# Kamfen
Kamfen – organiczny związek chemiczny, dwupierścieniowy terpen. Krystaliczne ciało stałe o zapachu kamfory. Właściwie nierozpuszczalny w wodzie, łatwo rozpuszcza się w rozpuszczalnikach organicznych, etanolu czy eterze dietylowym. Występuje w postaci dwóch enancjomerów: l i d. W temperaturze pokojowej szybko sublimuje.
Kamfen to jedyny naturalny węglowodór o wzorze sumarycznym C10H16 będący w temperaturze pokojowej ciałem stałym. Jest to naturalny składnik wielu olejków eterycznych. W postaci krystalicznej l-kamfen został wyizolowany m.in. z olejku eterycznego ze świerków czy z pierwszych frakcji olejku cytronelowyego (chemotyp cejloński); występuje także w olejku z gałązek Juniperus phoenicea (gatunek jałowca), olejku nerolowym, walerianowym, cytrynowym, w Artemisia alba (gatunek bylicy) czy w Chrysanthemum japonicum (gatunek złocienia). d-kamfen występuje w olejku cyprysowym, także w świerkowym, imbirowym, muszkatołowym, cytrynowym, pomarańczowym, w kamforze, w petitgrain, czy w kwiatach eukaliptusa gałkowego. Ponadto kamfen został odnaleziony w olejkach z jagód jałowca, jedlicy, rozmarynu, fenkułu włoskiego, Citronella i olejku cynamonowym oraz bergamotowym.
Przemysłowo otrzymywany na drodze katalitycznej izomeryzacji α-pinenu. Wykorzystywany jako związek zapachowy i smakowy, do maskowania nieprzyjemnych zapachów, a także jako półprodukt do produkcji kamfory.
W połowie XIX wieku, rozpuszczony w alkoholu stosowany był jako paliwo do lamp i uzyskał spory udział w rynku, będąc konkurencją dla używanego wtedy spermacetu czy oleju wielorybiego, dając równie jasny płomień i będąc tańszym w produkcji. Jego wadą była wybuchowość, co wytykali jego przeciwnicy, a zwolennicy olejów wielorybich. Sugerowano nawet, że rząd amerykański powinien objąć kamfen szczególną kontrolą, podobnie jak składy prochu. Wskazywano także na fakt, że paląc się szybciej niż olej wielorybi, zużywano go więcej, zatem tańsza produkcja była niwelowana jego większym zużyciem. Dodatkowo z powodu swojego szybkiego spalania, jeśli nie zapewniono dostatecznego dostępu tlenu, kamfen spalał się niecałkowicie, wytwarzając dużo sadzy.
Kamfen jest także składnikiem leków stosowanych w dolegliwościach wątrobowo-żółciowych i nerkowych, w których składzie figuruje pod łacińską nazwą camphenum.